# Tiresia
Tiresia (in greco antico: Τειρεσίας?, Teiresíās) è un veggente della mitologia greca, figlio di Evereo, della stirpe degli Sparti, e della ninfa Cariclo. Tiresia ebbe una figlia, Manto, anche lei indovina.

## Il mito
Tiresia è cieco, e sull'origine di questa sua condizione esistono tre tradizioni riportate dallo Pseudo-Apollodoro:
- secondo la prima fu reso così dagli dèi perché non volevano che profetizzasse argomenti "privati";
- nella seconda,[3] Tiresia, figlio della ninfa Cariclo, viene reso tale da Atena per punizione in quanto la vide nuda farsi il bagno, ma poi, su supplica della madre, fu reso indovino dalla stessa dea;
- nella terza tradizione[4] Tiresia passeggiando sul monte Cillene (o secondo un'altra versione Citerone), incontrò due serpenti che si stavano accoppiando e ne uccise la femmina perché quella scena lo infastidì (secondo una variante egli si limitò solamente a dividerli percuotendo prima la femmina e successivamente il maschio). Nello stesso momento Tiresia fu tramutato da uomo a donna. Visse in questa condizione per sette anni provando tutti i piaceri che una donna potesse provare. Passato questo periodo venne a trovarsi di fronte alla stessa scena dei serpenti. Questa volta uccise il serpente maschio e nello stesso istante ritornò uomo. Un giorno Zeus ed Era si trovarono divisi da una controversia: se in amore provasse più piacere l'uomo o la donna. Non riuscendo a giungere a una conclusione, poiché Zeus sosteneva che fosse la donna mentre Era sosteneva che fosse l'uomo, decisero di chiamare in causa Tiresia, considerato l'unico che avrebbe potuto risolvere la disputa essendo stato sia uomo sia donna. Interpellato dagli dei, rispose che il piacere si compone di dieci parti: l'uomo ne prova solo una e la donna nove, quindi una donna prova un piacere nove volte più grande di quello di un uomo. La dea Era, infuriata perché Tiresia aveva svelato un tale segreto, lo fece diventare cieco, ma Zeus, per compensare il danno subito, gli diede la facoltà di prevedere il futuro e il dono di vivere per sette generazioni: gli dei greci, infatti, non possono cancellare ciò che hanno fatto o deciso altri dei.[5]

Nel corso dell'attacco degli Epigoni contro Tebe, Tiresia fuggì dalla città insieme ai tebani; sfiancato si riposò nei pressi della fonte Telfusa dalla quale bevve dell'acqua gelata e morì. In un'altra versione l'indovino, rimasto a Tebe con la figlia Manto, venne fatto prigioniero e mandato a Delfi con la figlia, dove sarebbero stati consacrati al dio Apollo. Tiresia morì per la fatica durante il cammino.
Nell'Odissea il suo spettro è consultato da Odisseo affinché gli indichi la strada del ritorno. Benché morto e residente nell'Ade, Tiresia conserva, a differenza degli altri spettri, una propria identità e le proprie capacità mentali (φρήν)
(Odissea X, 492 e sgg., Traduzione di G. Aurelio Privitera)
La storia di Tiresia è narrata tra gli altri da Ovidio nelle Metamorfosi e da Stazio nella Tebaide.
Dante Alighieri lo cita vicino al suo rivale in divinazione nella guerra di Tebe, Anfiarao, tra gli indovini nella quarta bolgia dell'ottavo cerchio dei fraudolenti nell'Inferno (XX, 40-45). Il poeta fiorentino tuttavia non fa accenno alle sue arti divinatorie ma al solo prodigio del cambio di sesso dovuto all'aver colpito i due serpentelli, azione che rese necessario colpirli di nuovo sette anni dopo. Probabilmente l'intento di Dante è limitato a deprecare le attività dei maghi, i quali talvolta adulterano le cose naturali con il loro intervento. Tiresia è condannato a vagare eternamente con la testa ruotata sulle spalle, che lo obbliga a camminare indietro in contrappasso con il suo potere "preveggente" avuto in vita. Anche sua figlia Manto si trova nello stesso girone.

## Letteratura classica
La figura di Tiresia appare in molti miti classici;
- Esiodo (fr. 276 M. - W.) racconta che egli visse per la lunghezza di sette generazioni.
- Sofocle utilizza il suo personaggio drammatico in Edipo re e nell'Antigone. Appare anche in due opere di Euripide: Le Baccanti e Le Fenicie.
- Nell'Odissea di Omero, appare nel libro X, quando Circe consiglia a Ulisse di consultare l'ombra di Tiresia, e nel libro XI, quando l'eroe lo incontra nel regno dei morti.
- Nell’inno Per i lavacri di Pallade, Callimaco racconta in distici elegiaci la versione del mito secondo la quale Tiresia sarebbe stato accecato per aver erroneamente visto Atena nuda mentre ella faceva il bagno, associandola ad una cerimonia annuale in cui, presso Argo, avveniva una processione di sole donne che terminava con l’aspersione di una statua della dea.
- Ne Le metamorfosi, Ovidio racconta come Tiresia acquisì il dono della divinazione.
- Nell'Anfitrione, appare nell'atto V quando Anfitrione è intento a consultarlo sul da farsi.

## Interpretazioni moderne
- Il poeta Guillaume Apollinaire fu autore di un'opera teatrale surrealista intitolata Les Mamelles de Tirésias (1917).
- Thomas Stearns Eliot riprende la figura di Tiresia nel suo The Waste Land (1922): lo si incontra nella sezione intitolata Il sermone del fuoco.
- Tiresia è protagonista, insieme a Edipo, del terzo racconto, dal titolo I ciechi, dei Dialoghi con Leucò di Cesare Pavese (1947).
- Tiresia è il titolo di un capitolo del libro La chiave a stella di Primo Levi, dove si spiega la storia del mito, capitolo fondamentale per la comprensione del libro stesso.
- Il filosofo Mario Perniola è autore del romanzo Tiresia, Milano, Silva, 1968.
- Conversazione su Tiresia è uno spettacolo teatrale scritto e interpretato da Andrea Camilleri, andato in scena unicamente al Teatro greco di Siracusa l'11 giugno 2018[7] e in seguito trasmesso al cinema il 5, 6, 7 e 22 novembre 2018 e in televisione su Rai 1 il 5 marzo 2019 e il 17 luglio 2019, giorno della morte dell'autore.
- The Cinema Show, brano dei Genesis del 1973 incluso nel loro album Selling England by the Pound, riprende il mito di Tiresia.
- Dimmi Tiresia è un brano di Vinicio Capossela, contenuto nell'album Marinai, profeti e balene. Il brano narra dell'incontro fra Ulisse e Tiresia, in cui l'eroe omerico interroga l'indovino circa il destino del suo vagare.
- Nel film Edipo re il regista e autore Pier Paolo Pasolini, basandosi sull'opera di Sofocle, mostra Tiresia mentre svela ad Edipo che lui è l'assassino del padre.
- Le parole di Tiresia de La terra desolata sono declamate dallo spirito dell'indovino di Kattegat nell'episodio Il profeta della serie televisiva Vikings.
- Tiresia appare come personaggio nel film del 1995 La dea dell'amore di Woody Allen.
- Tiresia appare come personaggio nel concept album Epic: The Musical.